# Теорема мультинома
Формула мультинома — твердження, що узагальнює біном Ньютона на випадок довільної кількості доданків:
{\displaystyle (x_{1}+x_{2}+\dots +x_{m})^{n}=\sum _{k_{1}+k_{2}+\dots +k_{m}=n}{n \choose k_{1},\ k_{2},\ \dots ,\ k_{m}}x_{1}^{k_{1}}x_{2}^{k_{2}}\dots x_{m}^{k_{m}}.}
Числа {\displaystyle {n \choose k_{1},\ k_{2},\ \dots ,\ k_{m}}} називаються поліноміальними (мультиноміальними) коефіцієнтами.
Їх визначено для всіх цілих невід’ємних чисел {\displaystyle n} і {\displaystyle k_{1},k_{2},\dots ,k_{m}} таких, що {\displaystyle k_{1}+k_{2}+\dots +k_{m}=n}:
{\displaystyle {n \choose k_{1},k_{2},\ldots ,k_{m}}={\frac {n!}{k_{1}!\,k_{2}!\cdots k_{m}!}}={k_{1} \choose k_{1}}{k_{1}+k_{2} \choose k_{2}}\cdots {k_{1}+k_{2}+\cdots +k_{m} \choose k_{m}}}
Біноміальний коефіцієнт {\displaystyle {n \choose k}} для невід’ємних {\displaystyle n,k} є частковим випадком мультиноміального коефіцієнта (для {\displaystyle m=2}), а саме
{\displaystyle {n \choose k}={n \choose k,\ n-k}}.

В комбінаториці мультиноміальний коефіцієнт {\displaystyle {n \choose k_{1},\ k_{2},\ \dots ,\ k_{m}}} дорівнює числу впорядкованих розбиттів {\displaystyle n}-елементарної множини на {\displaystyle m} підмножини потужностей {\displaystyle k_{1},k_{2},\dots ,k_{m}}.

## Альтернативне формулювання
Формулювання теореми можна записати в стислій формі  використовуючи  мультиіндекси:
{\displaystyle (x_{1}+\cdots +x_{m})^{n}=\sum _{|\alpha |=n}{n \choose \alpha }x^{\alpha }}
де  α = (α1,α2,…,αm), xα = x1α1x2α2⋯xmαm.

## Доведення
Доведення з використанням  біному Ньютона і  математичної індукції  по m.
Спочатку для m = 1, дві сторони рівності рівні x1n так як існує тільки один член k1 = n в сумі.  Для кроку індукції, припустимо що  поліноміальна теорема вірна для т. 
Потім
{\displaystyle (x_{1}+x_{2}+\cdots +x_{m}+x_{m+1})^{n}=(x_{1}+x_{2}+\cdots +(x_{m}+x_{m+1}))^{n}}
{\displaystyle =\sum _{k_{1}+k_{2}+\cdots +k_{m-1}+K=n}{n \choose k_{1},k_{2},\ldots ,k_{m-1},K}x_{1}^{k_{1}}x_{2}^{k_{2}}\cdots x_{m-1}^{k_{m-1}}(x_{m}+x_{m+1})^{K}}
ідучи за припущенням індукції.  Застосовуючи біном до останнього фактору,
{\displaystyle =\sum _{k_{1}+k_{2}+\cdots +k_{m-1}+K=n}{n \choose k_{1},k_{2},\ldots ,k_{m-1},K}x_{1}^{k_{1}}x_{2}^{k_{2}}\cdots x_{m-1}^{k_{m-1}}\sum _{k_{m}+k_{m+1}=K}{K \choose k_{m},k_{m+1}}x_{m}^{k_{m}}x_{m+1}^{k_{m+1}}}
{\displaystyle =\sum _{k_{1}+k_{2}+\cdots +k_{m-1}+k_{m}+k_{m+1}=n}{n \choose k_{1},k_{2},\ldots ,k_{m-1},k_{m},k_{m+1}}x_{1}^{k_{1}}x_{2}^{k_{2}}\cdots x_{m-1}^{k_{m-1}}x_{m}^{k_{m}}x_{m+1}^{k_{m+1}}}
який завершує індукцію. Останній крок  випливає з цього:
{\displaystyle {n \choose k_{1},k_{2},\ldots ,k_{m-1},K}{K \choose k_{m},k_{m+1}}={n \choose k_{1},k_{2},\ldots ,k_{m-1},k_{m},k_{m+1}},}
в цьому легко переконатися записавши три коефіцієнти з використанням факторіалів наступним чином:
{\displaystyle {\frac {n!}{k_{1}!k_{2}!\cdots k_{m-1}!K!}}{\frac {K!}{k_{m}!k_{m+1}!}}={\frac {n!}{k_{1}!k_{2}!\cdots k_{m+1}!}}.}

## Властивості
{\displaystyle \sum _{k_{1}+k_{2}+\dots +k_{m}=n}{n \choose k_{1},\ k_{2},\ \dots ,\ k_{m}}=m^{n}}

## Узагальнений трикутник Паскаля
Можна використовувати поліноміальну теорему  для узагальнення трикутника Паскаля або піраміди Паскаля до симплекса Паскаля. Це забезпечує швидкий спосіб створення таблиці підстановки для поліноміальних коефіцієнтів.